# Zwemmen op de Olympische Zomerspelen 2020 – 4×200 meter vrije slag vrouwen
De 4×200 meter vrije slag vrouwen op de Olympische Zomerspelen 2020 vond plaats op 28 juli 2021, series, en 29 juli 2021 finale. Na afloop van de series kwalificeren de acht snelste ploegen zich voor de finale. Regerend olympisch kampioen was de Verenigde Staten.

## Records
Voorafgaand aan het toernooi waren dit het wereldrecord en het kampioenschapsrecord
| Wereldrecord     | Australië Ariarne Titmus Madison Wilson Brianna Throssell Emma McKeon         | 7.41,50 | Gwangju | 25 juli 2019    |
| Olympisch record | Verenigde Staten Missy Franklin Dana Vollmer Shannon Vreeland Allison Schmitt | 7.42,92 | Londen  | 1 augustus 2012 |

## Uitslagen

### Series
| Rang | Serie | Baan | Namen            | Land | Tijd    | Bijz. |
| ---- | ----- | ---- | ---------------- | --- | ------- | ----- |
| 1    | 2     | 4    | Australië        | Mollie O'Callaghan (1.55,11) Meg Harris (1.57,01) Brianna Throssell (1.56,46) Tamsin Cook (1.56,03)                 | 7.44,61 | Q     |
| 2    | 1     | 4    | Verenigde Staten | Bella Sims (1.58,59) Paige Madden (1.55,96) Katie McLaughlin (1.56,02) Brooke Forde (1.57,00)                       | 7.47,57 | Q     |
| 3    | 1     | 5    | China            | Tang Muhan (1.57,29) Zhang Yifan (1.57,63) Dong Jie (1.57,77) Li Bingjie (1.56,29)                                  | 7.48,98 | Q     |
| 4    | 2     | 5    | Canada           | Katerine Savard (1.58,18) Rebecca Smith (1.55,99) Mary-Sophie Harvey (1.57,53) Sydney Pickrem (1.59,82)             | 7.51,52 | Q     |
| 5    | 2     | 3    | Russische ploeg  | Anastasia Goezjenkova (1.57,26) Valeria Salamatina (1.58,87) Veronika Androesenko (1.57,77) Anna Jegorova (1.58,14) | 7.52,04 | Q     |
| 6    | 1     | 3    | Duitsland        | Isabel Marie Gose (1.57,29) Leonie Kullmann (1.59,00) Marie Pietruschka (1.58,73) Annika Bruhn (1.57,04)            | 7.52,06 | Q     |
| 7    | 1     | 2    | Frankrijk        | Charlotte Bonnet (1.57,61) Assia Touati (1.58,59) Lucile Tessariol (1.59,39) Margaux Fabre (1.59,46)                | 7.55,05 | Q     |
| 8    | 2     | 6    | Hongarije        | Zsuzsanna Jakabos (1.59,19) Laura Veres (1.57,88) Evelyn Verrasztó (2.00,35) Ajna Késely (1.58,74)                  | 7.56,16 | Q     |
| 9    | 1     | 6    | Japan            | Chihiro Igarashi (1.57,87) Rio Shirai (1.59,94) Nagisa Ikemoto (2.00,25) Aoi Masuda (2.00,33)                       | 7.58,39 |       |
| 10   | 2     | 7    | Brazilië         | Aline Rodrigues (2.00,15) Larissa Oliveira (2.01,50) Nathalia Almeida (1.59,18) Gabrielle Roncatto (1.58,67)        | 7.59,50 |       |
| 11   | 1     | 1    | Zuid-Afrika      | Aimee Canny (1.58,41) Rebecca Meder (2.00,53) Duné Coetzee (1.59,75) Erin Gallagher (2.02,87)                       | 8.01,56 |       |
| 12   | 2     | 1    | Nieuw-Zeeland    | Erika Fairweather (1.57,38) Carina Doyle (2.02,18) Eve Thomas (2.00,75) Ali Galyer (2.05,85)                        | 8.06,16 |       |
| 13   | 1     | 7    | Turkije          | Viktoriya Zeynep Güneş (2.04,42) Beril Böcekler (2.02,03) Deniz Ertan (2.04,15) Merve Tuncel (2.00,36)              | 8.10,96 |       |
| 14   | 1     | 8    | Zuid-Korea       | Jung Hyun-young (2.01,27) Kim Seo-yeong (1.59,98) Han Da-kyung (2.04,38) An Se-hyeon (2.05,53)                      | 8.11,16 |       |
| 15   | 2     | 2    | Italië           | Stefania Pirozzi (2.01,64) Anna Chiara Mascolo Giulia Vetrano Federica Pellegrini                                   | DSQ     |       |
| 15   | 2     | 8    | Hongkong         | Stephanie Au Camille Cheng Siobhan Haughey Ho Nam Wai                                                               | DNS     |       |

### Finale
| Rang   | Baan | Namen | Land             | Tijd    | Bijz. |
| ------ | ---- | --- | ---------------- | ------- | ----- |
| Goud   | 3    | Yang Junxuan (1.54,37) Tang Muhan (1.55,00) Zhang Yufei (1.55,66) Li Bingjie (1.55,30)                              | China            | 7.40,33 | WR    |
| Zilver | 5    | Allison Schmitt (1.56,34) Paige Madden (1.55,25) Katie McLaughlin (1.55,38) Katie Ledecky (1.53,76)                 | Verenigde Staten | 7.40,73 |       |
| Brons  | 4    | Ariarne Titmus (1.54,51) Emma McKeon (1.55,31) Madison Wilson (1.55,62) Leah Neale (1.55,85)                        | Australië        | 7.41,29 |       |
| 4      | 6    | Summer McIntosh (1.55,74) Rebecca Smith (1.57,30) Kayla Sanchez (1.55,59) Penny Oleksiak (1.55,14)                  | Canada           | 7.43,77 |       |
| 5      | 2    | Anna Jegorova (1.58,22) Valeria Salamatina (1.58,31) Veronika Androesenko (1.58,17) Anastasia Goezjenkova (1.57,45) | Russische ploeg  | 7.52,15 |       |
| 6      | 7    | Isabel Marie Gose (1.58,63) Leonie Kullmann (1.59,19) Marie Pietruschka (1.58,36) Annika Bruhn (1.57,71)            | Duitsland        | 7.53,89 |       |
| 7      | 8    | Zsuzsanna Jakabos (1.58,61) Laura Veres (1.59,71) Ajna Késely (1.58,14) Boglárka Kapás (2.00,16)                    | Hongarije        | 7.56,62 |       |
| 8      | 1    | Charlotte Bonnet (1.58,08) Assia Touati (1.58,82) Lucile Tessariol (2.00,86) Margaux Fabre (2.00,39)                | Frankrijk        | 7.58,15 |       |